# Shuka-saptati

El Shuka-saptati (siglo XII), o ‘setenta [cuentos] del loro’, es una colección de relatos escritos originalmente en idioma sánscrito.
Se supone que las historias las narra un loro doméstico a su dueña, a razón de una historia cada noche, con el fin de disuadirla de ir al encuentro de su amante cuando su esposo está ausente.
Los cuentos Shuka-saptati fueron muy populares en la India y los países vecinos. Hay traducciones a varios idiomas del país y otras lenguas orientales.

## Nombre y etimología
- śuka-saptati, en el sistema AITS (alfabeto internacional para la transliteración del sánscrito).
- शुकसप्तति, en escritura devanagari del sánscrito.
- Pronunciación: /shúkasaptati/[2] o /shúka saptatí/.[3]
- Etimología: ‘los setenta [cuentos] del loro’[2]
  - shuka: ‘loro’
  - saptatí: ‘setenta’[3]

## Historia del texto
A pesar de que no se sabe cuándo fue escrito originalmente, el consenso académico acepta que la colección ya se encontraba en su forma actual en el siglo XII d. C., aunque en la actualidad el manuscrito más antiguo conocido data del siglo XV.
Algunos cuentos individuales posiblemente sean mucho más antiguos, porque provienen de los cuentos de los Yataka budistas, y del Katha-sarit-ságara (siglo XI).
Existen dos versiones del texto sánscrito:
- simplicior (‘simplificada’, en latín) ―que se atribuye a un tal Chintámani Brahmán―, se ha descrito como de «estilo sencillo, un poco abrupto», y se considera la más antigua
- ornatior (‘ornamentada’, en latín) ―que se atribuye a un monje yaina suetambara―, se ha descrito como «elaborada y adornada».

Estos dos nombres en latín fueron asignados en 1899 por el indólogo alemán Richard Schmidt.

### Traducciones
La colección ha sido traducido a muchos idiomas, entre ellos el persa (en el siglo XIV), y el malayo, Hikayat Bayan Budiman, por un tal Hassan Kadi en el 773 AH (o sea, el año 1371 d. C.).
En el siglo XIV el escritor indopersa Nakhshabi publicó el Tuti-nameh o Tutinama (‘los cuentos del loro’), un libro de historias cortas que toma prestada la estructura y algunos relatos del Shuka-saptati.
Se tradujo también a varios idiomas del país (como el maratí, hindí, rayastaní, etc.) y otras lenguas orientales (persa, turco, malayo).
La versión en turco, es la que sirvió de base para la traducción al alemán, que fue la primera a una lengua occidental.
Existe una traducción en malaialam (o idioma malabar) llamada Thatha Paranja Kathakal.
En el año 2000, HarperCollins India publicó una traducción del original en sánscrito hace del diplomático y erudito indio A. N. D. Haksar.
El libro afirma que es la primera traducción al inglés que se basó en el original en sánscrito, y no en la traducción alemana basada en la turca.

### Origen de los relatos
Muchos de los relatos del Shuka-saptati tienen paralelos en los Yataka, en los Cuentos del océano, y otras colecciones de antiguos cuentos de la India.
La colección forma parte de la tradición de la literatura sánscrita kathá.
En esta tradición sánscrita, los cuentos se intercalan con frecuencia con versos, muchos originales, y algunos repetidos de obras anteriores.
Algunos de los cuentos en realidad son repeticiones de colecciones anteriores bien conocidas en la literatura sánscrita.

## Contenido
Las historias tratan con frecuencia acerca de las relaciones ilícitas, los problemas que emanan de ellas y la manera de escapar de esas crisis mediante el uso del propio ingenio.
Aunque el propósito real del loro es evitar que su ama salga, lo hace sin moralina.
Al final de los setenta días, el esposo de la mujer regresa de su viaje al extranjero y todo se perdona.
La mayoría de las historias son obscenas y sin desinhibidas, rayanas en lo pornográfico.
Las situaciones descritas en las historias no solo examinan los límites del matrimonio, sino que algunas se internan en zonas tabú como el incesto y, en un caso, la zoofilia.

## Estructura
La colección sigue el formato de historias dentro de historias para mantener la continuidad.
En total contiene 72 relatos, el primero de los cuales actúa como narración principal.
Los restantes 71 relatos son narrados por el loro.
La historia principal es la de Madana Vinoda (‘diversiones enloquecidas’), el hijo rebelde de un comerciante, y su esposa Padmavati (‘la que tiene un loto’, la diosa Laksmí).
El amigo brahmán del comerciante le regala a Madana un loro parlante, para que lo acerque a la senda del dharma (deber religioso).
Este intento tiene éxito, ya que el loro narra una historia que trae Madana a la senda del deber.
Habiendo aprendido la lección, él se embarca en un viaje ―presumiblemente una peregrinación o un viaje de negocios―, dejando a su esposa sola.
Padmavati, aunque inicialmente abatida por la partida de su esposo, pronto cae en la compañía de sus vecinas, mujeres casquivanas que le sugieren que se busque un amante.
Ella está de acuerdo, y cada noche se prepara para reunirse con él.
Pero el loro frustra sus intentos cada noche.
Como estratagema, él finge aprobar la intención de su dueña, afirmando que la meta de la vida es la búsqueda del placer, y reconociendo la fuerza del deseo sexual.
Luego excita el interés de Padmavati al preguntarle si tendrá el ingenio para escapar de cualquier situación problemática que llegara a surgir, como le sucedió a la protagonista de la historia que propone contarlede su lado tenía.
Naturalmente, Padmavati quiere conocer los detalles de la historia y el loro procede a narrarla.
Al final de la historia, Padmavati decide no ir esa noche al encuentro de su amante.
En la septuagésima noche Madana vuelve a su hogar, y Padmavati ha comprendido el error de sus propósitos.
Alentada por el loro, confiesa ante su marido sus intenciones de serle infiel, y le da las gracias al loro por haberla mantenido casta.
El último relato del loro es de hecho una apología de Padmavati, considerando que ella no era totalmente responsable de su culpa, sino que había sido engañada por las malas compañías.

## Relatos
El escenario típico de los cuentos consiste en una mujer que es sorprendida por su esposo mientras ella está en el acto de cometer adulterio.
La esposa tiene que utilizar su ingenio para salir de la difícil situación, y siempre lo logra.
En un relato, la esposa tiene que pasar entre las piernas de un iaksá (un duende), una hazaña imposible de lograr a menos que la persona haya dicho la verdad.
La mujer lo resuelve haciendo que su amante se disfrace de lunático y la ataque. Como resultado, ella es capaz de jurar con verdad que nadie ―a excepción de su marido y ese lunático― la ha tocado en su vida.
Con frecuencia, los cuentos traspasan los límites de un tabú.
En un caso, la mujer presenta a su amante como un primo hermano para que se le permita la entrada en su casa.
Cuando el amante se niega a tener sexo con ella con el argumento de que se ha convertido en su hermano y que esa relación sexual sería incestuosa, ella amenaza con acusarlo de violación y lo convence.
En otro relato, la mujer tiene como amantes a un padre y a un hijo, y cuando su esposo irrumpe en la escena, tiene que lidiar con el problema de qué explicación dar.
Las fábulas son contundentes, rayando en la pornografía.
En un caso, cuando la esposa está teniendo relaciones sexuales con un amante en la misma cama con su esposo dormido, el cornudo sin querer aferra el pene de su rival y se despierta.
La mujer entonces tiene la poco envidiable tarea de idear una manera de explicar por qué en el tálamo nupcial hay un hombre desnudo y excitado.
Generalmente, los esposos cornudos de los relatos no son conscientes de la situación, aunque algunas veces se les presenta como ingenuos, y las mujeres a menudo se aprovechan de su estupidez y su naturaleza supersticiosa.
Sin embargo, en un caso, el esposo, que es un rey, está impresionado por el ingenio del amante y deja que su esposa tenga relaciones con él, bajo el razonamiento de que mientras poetas como el amante son raros, las mujeres como su esposa no lo son.
Los relatos menos típicos se refieren a varones adúlteros que se involucran en situaciones de engaño marital, aunque siempre el problema lo genera el esposo de la mujer adúltera en lugar de la esposa del varón adúltero.
Otros cuentos comunes se refieren a hombres que ―para recuperar los regalos que les dieron― utilizan la amenaza de avergonzar a sus amantes mujeres, que a menudo son prostitutas, y arruinarles la vida.
Son muy raros los relatos que involucran a mujeres solteras que tienen relaciones sexuales ilícitas, con la obvia excepción de las prostitutas.
Una historia se adentra simultáneamente en la zoofilia y burlarse de una divinidad.
Se trata de una mujer que ha prometido a besar el ídolo de Ganapati (dios mitad hombre y mitad elefante) si ella logra un objetivo particular (y totalmente legítimo).
El ídolo travieso le atrapó los labios y no la dejó soltarse.
Para rescatar a su esposa, el marido tuvo que simular tener relaciones sexuales con un burro para que el ídolo se riera y soltara los labios de su esposa.
Las historias forman un interesantísimo documento social de la India medieval.
Se retrata una sociedad en la que la sexualidad de las mujeres se aceptan de manera bastante abierta, y se acepta a las prostitutas como una parte semilegítima de la sociedad.
En una historia, un padre se involucra una alcahueta para que le enseñe a su hijo el arte de proteger sus bienes de los engaños de las prostitutas.
No todas las historias incluyen aventuras sexuales.
Algunos se ocupan de otras situaciones difíciles que una persona puede encontrar en la vida. Algunos se tomaron directamente de las fábulas del Pañcha-tantra (siglo III a. C.).
Al igual que con muchos textos en sánscrito, hay versos intercalados con prosa que forman parte de la narración.
Algunos son eróticos:

Lo mejor del sofá del amante
es alto en los lados
y hundido en el centro
y también aguantará los fuertes embates
de la pasión de una pareja.
La cama normal debe tener una superficie plana,
para que la noche pueda pasar
sin que haya casi nunca ningún contacto
entre los dos cuerpos.
La peor cama es la que está elevada en el centro,
con ambos lados en pendiente,
que incluso los amantes del arte de amar
no pueden hacer el amor de manera continua.

Y algunos describen profunda sabiduría:

El hombre rico es sabio,
es generoso y bueno, el venerado familiar de todos,
pero cuando su dinero se va,
también lo hace su gloria.

En algunos casos, los versos forman parte integral de la historia y actúan realmente como parte de la conversación entre los personajes.
En otros casos, no son más que regurgitaciones de obras anteriores como
el Pañcha-tantra (siglo III a. C.),
los Puranas (compuestos entre el siglo III y el XI d. C.) y
el Jitopadesa (siglo XII).